# Kaeo (Neuseeland)
Kaeo ist ein über drei Kilometer verzweigtes Dorf im Far North District in der Region Northland auf der Nordinsel von Neuseeland.

## Namensherkunft
Der Name der Siedlung und des Flusses Kaeo River wurde von den Māori nach einer Muschel benannt, die in dem Fluss beheimatet ist und von den Māori Kaeo genannt wird.

## Geographie
Das Dorf befindet sich rund 20 km nordwestlich von Kerikeri und rund 46 km östlich von Kaitaia unweit der Ostküste von Northland. Durch Teile des Dorfes führt der Kaeo River, der rund 4,5 km nordwestlich in den Whangaroa Harbour mündet. Das Dorf ist von bis zu 385 m hohen Bergen umgeben.

## Geschichte
Im Juni 1823 kauften die beiden Missionare Samuel Leigh und William White rund 12 Hektar Land und gründeten für die Wesleyaner im nahe gelegenen Whangaroa Harbour eine Missionsstation. Sie wurde jedoch 1827 unter der Führung von Hongi Hika von den Ngāpuhi auf ihrem Kriegszug zerstört und von der Missionskirche aufgegeben.

## Bevölkerung
Zum Zensus des Jahres 2013 zählte der Ort 453 Einwohner, 9,3 % weniger als zur Volkszählung im Jahr 2006.

## Wirtschaft
Das Dorf lebt primär von der Landwirtschaft. Weniger als 2 km nördlich des Dorfes befindet sich ein Steinbruch, in dem Kaolin, eine Art Porzellanerde abgebaut wird.

## Ortsbeschreibung
Kaeo ist das soziale Zentrum der Region um den Whangaroa River und beherbergt neben dem Gemeinderat eine Bibliothek, eine anglikanische und eine methodistische Kirche, Geschäfte und die Feuerwehr.

## Infrastruktur

### Verkehr
Durch Kaeo führt der New Zealand State Highway 10, der das Dorf mit Mangōnui im Nordwesten sowie Awanui im Westen und mit Kerikeri im Südosten verbindet.

### Bildungswesen
In Kaeo befinden sich das Whangaroa College, ein College mit einem decile rating von 2 und 146 Schülern, sowie die Kaeo Primary School, eine Grundschule mit einem decile von 1 und im Jahre 2009 90 Schülern.

## Sehenswürdigkeit
In der Leigh Street des Dorfes befindet sich das durch Ehrenamtliche betriebene Whangaroa County Museum, das neben einer Sammlung zur Lokalgeschichte Gegenstände des Greenpeace-Schiffes Rainbow Warrior und der Segelschiff Boyd ausstellt.